# Musikjahr 1892
Liste der Musikjahre

◄◄ | ◄ | 1888 | 1889 | 1890 | 1891 | Musikjahr 1892 | 1893 | 1894 | 1895 | 1896 | ► | ►►

Weitere Ereignisse
Dieser Artikel behandelt das Musikjahr 1892.

## Ereignisse
- 28. April: Die Sinfonische Dichtung Kullervo von Jean Sibelius wird in Helsinki uraufgeführt.
- 07. Mai: Die Wiener Musik- und Theaterausstellung wird eröffnet. Bis zum 9. Oktober besuchen rund 1,25 Millionen Menschen die im Wiener Prater rund um die Rotunde stattfindende themenorientierte „kleine Weltausstellung“ auf dem Gelände der Weltausstellung 1873.
- 27. August: Bei einem Brand wird die am New Yorker Broadway liegende Metropolitan Opera schwer beschädigt.
- 19. November: Als private Bühne wird in Berlin das Theater am Schiffbauerdamm eröffnet.

## Instrumentalmusik (Auswahl)
- Johannes Brahms: Sieben Fantasien op. 116;  Drei Intermezzi op. 117
- Max Bruch: Schwedische Tänze op. 63
- Claude Debussy: Fêtes galantes I
- Antonín Dvořák: In der Natur, Ouvertüre op. 91, Uraufführung am 28. April; Rondo für Violoncello und Klavier op. 94, Uraufführung am 3. Januar; Te Deum op. 103
- Alexander Glasunow: Chopiniana für Orchester op. 46
- Charles Ives: Variations on "America" für Orgel, Uraufführung am 17. Februar
- August Klughardt:  4. Sinfonie veröffentlicht (fertiggestellt 1890); Streichsextett cis-Moll (ursprünglich op. 58, 1892, verschollen)
- Camille Saint-Saëns: Klaviertrio Nr. 2 op. 92, Uraufführung am 27. Juni
- Johann Strauss (Sohn): Pásmán-Walzer; Eva-Walzer; Pásmán-Polka; Märchen aus dem Orient (Walzer) op. 444; Unparteiische Kritiken (Polka-Mazurka) op. 442
- Arthur Sullivan: The Foresters (Bühnenmusik)
- Pjotr Iljitsch Tschaikowski: Suite aus dem Ballett Der Nussknacker op. 71a; Streichsextett in d-Moll op. 70 vollendet; Achtzehn Stücke op. 72 (Klaviermusik);
- Carl Michael Ziehrer: Liebesrezepte, (Walzer) op. 434; Katzen-Polka, op. 441; Diesen Kuss der ganzen Welt, (Walzer) op. 442; Gebirgskinder, (Walzer) op. 444

## Vokalmusik (Auswahl)
- Anton Bruckners Psalm 150, WAB 38, für gemischten Chor, Sopransolistin und Orchester aus dem Jahr 1892 wird am 13. November 1892 im Wiener Musikvereinssaal vom Wiener Singverein und der Sopranistin Henriette Standthartner unter dem Dirigat von Wilhelm Gericke uraufgeführt.
- Anton Bruckners Motette Vexilla regis, WAB 51, wird am Karfreitag, dem 15. April 1892, uraufgeführt.
- Anton Bruckners patriotisches Lied Der deutsche Gesang, WAB 63, komponiert am 29. April 1892, wird am 5. Juni unter der Leitung von Raoul Mader in Salzburg uraufgeführt.

## Musiktheater
- 01. Januar: Uraufführung der Oper Ritter Pásmán von Johann Strauss (Sohn) an der Wiener Hofoper. Es ist die einzige Oper des Komponisten
- 16. Januar: Uraufführung der Operette Das Sonntagskind von Carl Millöcker im Theater an der Wien in Wien.
- 20. Januar: Die Uraufführung des lyrischen Dramas La Wally von Alfredo Catalani auf ein Libretto von Luigi Illica nach dem Roman Die Geierwally von Wilhelmine von Hillern erfolgt am Teatro alla Scala di Milano in Mailand.

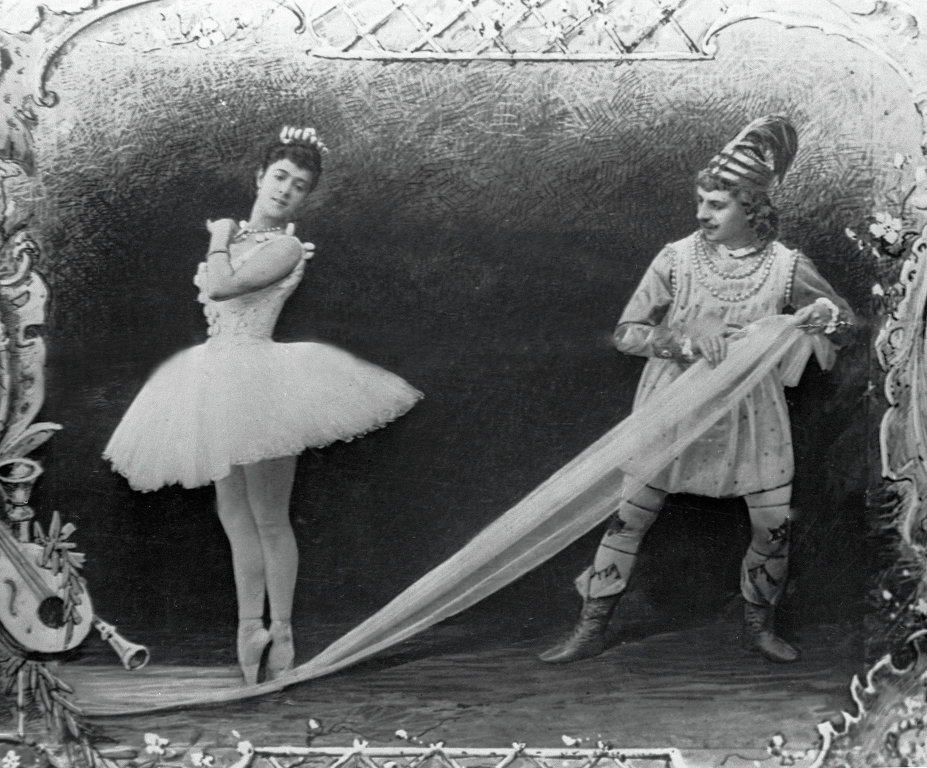
Bild von der ersten Aufführung des Balletts Der Nussknacker von Pjotr Iljitsch Tschaikowski.

- 13. Februar: Die Uraufführung von Una partita a scacchi [Eine Partie Schach] erfolgt am Teatro Fraschini in Pavia.
- 16. Februar: Die Oper Werther von Jules Massenet hat ihre Uraufführung an der Wiener Hofoper. Das Libretto stammt von Édouard Blau, Paul Milliet und Georges Hartmann nach dem Briefroman Die Leiden des jungen Werthers von Johann Wolfgang von Goethe.
- 17. Februar: Die Uraufführung der Oper Winkelried von Louis Lacombe findet am Grand Théâtre de Genève statt.
- 08. März: Die Oper Heilmar der Narr von Wilhelm Kienzl wird in München uraufgeführt.
- 21. Mai: Die veristische Oper Pagliacci (Der Bajazzo) von Ruggero Leoncavallo wird unter der Leitung von Arturo Toscanini am Teatro Dal Verme in Mailand uraufgeführt.
- 14. Juni: Die Uraufführung der Operette Signora Vedetta von Richard Genée findet in Wiesbaden statt.
- 24. September: Uraufführung der Oper Haddon Hall von Arthur Sullivan im Savoy-Theater, London.
- 10. November: Uraufführung der Oper I Rantzau, von Pietro Mascagni in Florenz
- 18. Dezember: Die Uraufführung der Oper Jolanthe von Pjotr Iljitsch Tschaikowski erfolgt im Mariinski-Theater in Sankt Petersburg.
- 18. Dezember: Im Mariinski-Theater in Sankt Petersburg erfolgt die Uraufführung des Balletts Der Nussknacker von Pjotr Iljitsch Tschaikowski auf das Libretto von Marius Petipa mit der Choreographie von Lew Iwanow und der Ausstattung durch den Operndirektor Iwan Wsewoloschski. Erste Zuckerfee ist Antonietta Dell’Era.

Weitere Bühnenwerksaufführungen
- Nikolai Andrejewitsch Rimski-Korsakow: Mlada (Ballettoper) Uraufführung 1892 in St. Petersburg
- Sidney Jones: Our Family Legend (musikalisches Bühnenwerk)
- Adolf Müller junior: Der Millionenonkel (Operette)

## Geboren

### Januar bis März
- 01. Januar: Miklós Radnai, ungarischer Komponist († 1935)

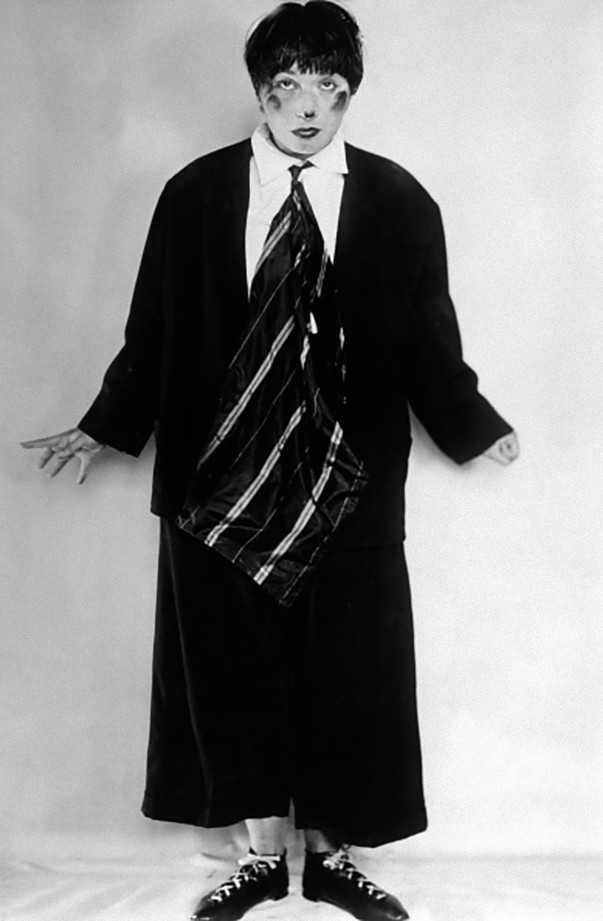
Valeska Gert; * 11. Januar

- 11. Januar: Valeska Gert, deutsche Tänzerin und Kabarettistin († 1978)
- 15. Januar: Frank Hutchens, neuseeländischer Komponist († 1965)
- 23. Januar: Rollo Hugh Myers, britischer Journalist, Musikkritiker und Musikschriftsteller († 1985)
- 28. Januar: Luke Jordan, US-amerikanischer Blues-Gitarrist und Sänger († 1952)
- 30. Januar: Charles Haubiel, US-amerikanischer Komponist und Pianist († 1978)
- 30. Januar: Hans Adolf Winter, deutscher Violinist, Rundfunkdirigent, Komponist und Musikpädagoge († 1981)
- 09. Februar: Joseph Braunstein, österreichischer Musiker, Schriftsteller, Bergsteiger († 1996)
- 12. Februar: Ernst Arnold, österreichischer Komponist und Wienerliedertexter und -sänger († 1962)
- 12. Februar: Aniela Szlemińska, polnische Sängerin und Gesangspädagogin († 1964)
- 13. Februar: Alberto Castellanos, argentinischer Pianist, Bandleader und Tangokomponist († 1959)
- 24. Februar: Eduardo Arolas, argentinischer Tangokomponist, Bandoneonist und Bandleader († 1924)
- 25. Februar: Nikolai Andrejewitsch Orlow, russisch-britischer Pianist und Musikpädagoge († 1964)
- 03. März: Imre Waldbauer, ungarischer Geiger und Musikpädagoge († 1952)

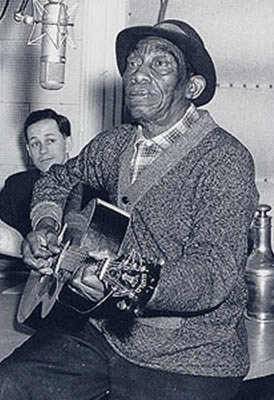
Mississippi John Hurt; * 8. März

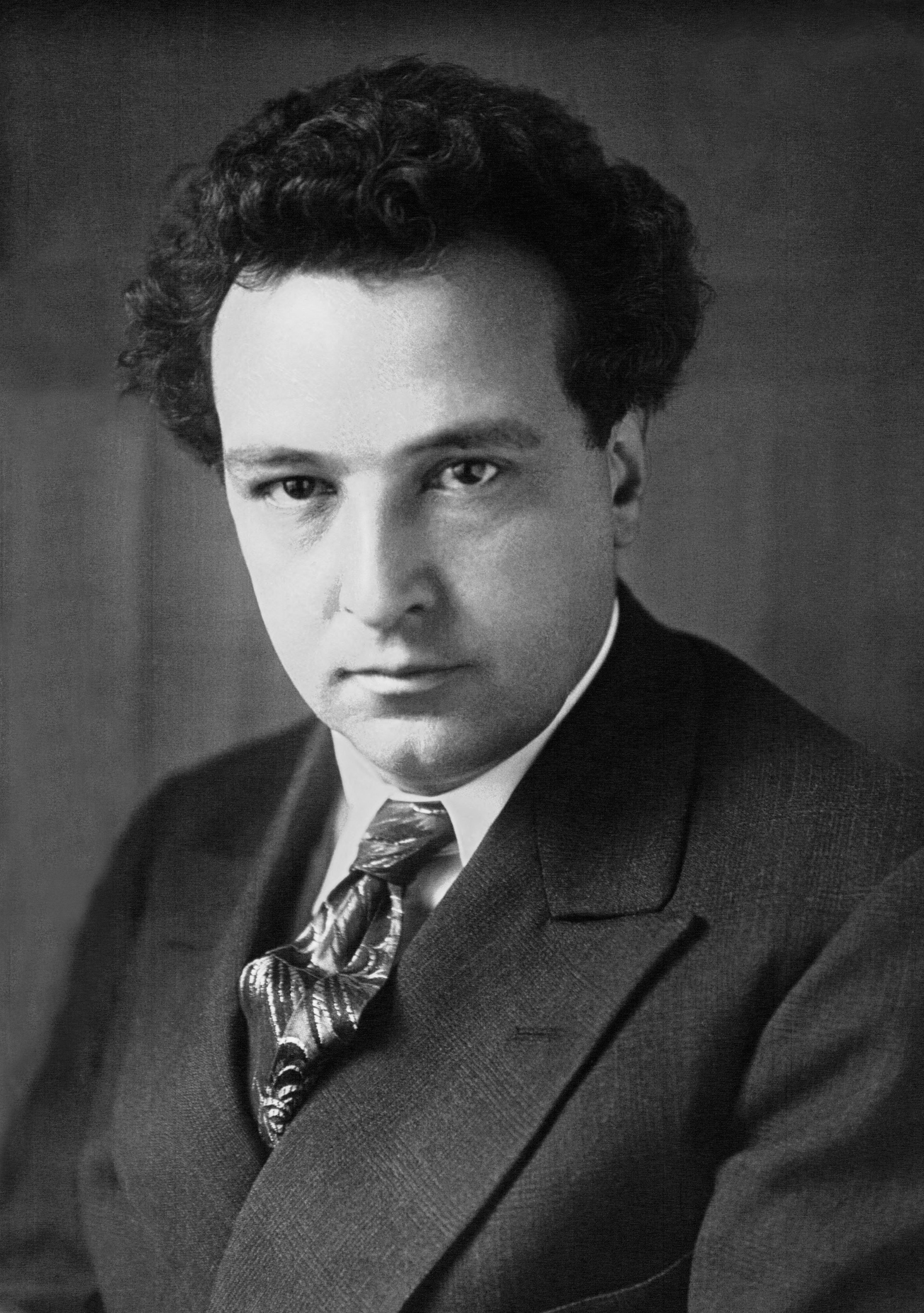
Arthur Honegger; * 10. März

- 08. März: Mississippi John Hurt, US-amerikanischer Blues-Sänger und Gitarrist († 1966)
- 10. März: Arthur Honegger, französisch-schweizerischer Komponist († 1955)
- 16. März: Lucien Daveluy, kanadischer Organist, Komponist und Musikpädagoge († 1975)
- 16. März: Gerda Weneskoski, finnische Pianistin und Musikpädagogin († 1984)
- 17. März: Sayyid Darwiš, ägyptischer Sänger und Komponist († 1923)
- 20. März: Mort Dixon, US-amerikanischer Musiker, Liedermacher und Textdichter († 1956)
- 24. März: Roy Harvey, US-amerikanischer Country-Musiker († 1958)
- 25. März: Ferdinand Andergassen, österreichischer Komponist und Kirchenmusiker († 1964)
- 27. März: Ferde Grofé, US-amerikanischer Komponist, Arrangeur und Dirigent († 1972)
- 29. März: Hedwig Michel, deutsche Autorin und Librettistin († 1982)
- 30. März: Lola Cornero, Stummfilmschauspielerin, Kabarettsängerin und Operettendiva († 1980)

### April bis Juni
- 04. April: Wilhelm Altmann, deutscher Musikhistoriker und Bibliothekar († 1951)
- 10. April: Edmond Trudel, kanadischer Dirigent, Pianist und Musikpädagoge († 1977)
- 12. April: Johnny Dodds, US-amerikanischer Jazz-Klarinettist († 1940)
- 15. April: Josef Correck, deutscher Opernsänger († 1948)
- 19. April: Germaine Tailleferre, französische Komponistin († 1983)
- 21. April: Jaroslav Kvapil, tschechischer Komponist († 1958)
- 26. April: Florence Austral, australische Sängerin († 1968)
- 26. April: Harold Gleason, US-amerikanischer Organist, Musikpädagoge und -wissenschaftler († 1980)
- 27. April: Howard Fogg, kanadischer Dirigent und Komponist († 1953)
- 28. April: John Jacob Niles, US-amerikanischer Komponist, Sänger und Sammler von traditionellen Balladen († 1980)
- 02. Mai: Ernst Sigg, Schweizer Kirchenmusiker und Gymnasiallehrer († 1966)
- 15. Mai: Siegfried Scheffler, deutscher Komponist, Dirigent und Musikkritiker († 1969)
- 22. Mai: Ralph Peer, US-amerikanischer Country-Musiker († 1960)
- 30. Mai: René Gagnier, kanadischer Violinist, Dirigent, Komponist und Euphoniumspieler († 1951)
- 31. Mai: Louis Fourestier, französischer Komponist und Dirigent († 1976)
- 31. Mai: Josef Ivar Müller, Schweizer Komponist († 1969)
- 01. Juni: Samuel Barlow, US-amerikanischer Komponist († 1982)
- 03. Juni: Paul Rubardt, deutscher Musikwissenschaftler und Musikpädagoge († 1971)
- 05. Juni: Carsten M. Carlsen, norwegischer Organist, Komponist und Dirigent († 1961)

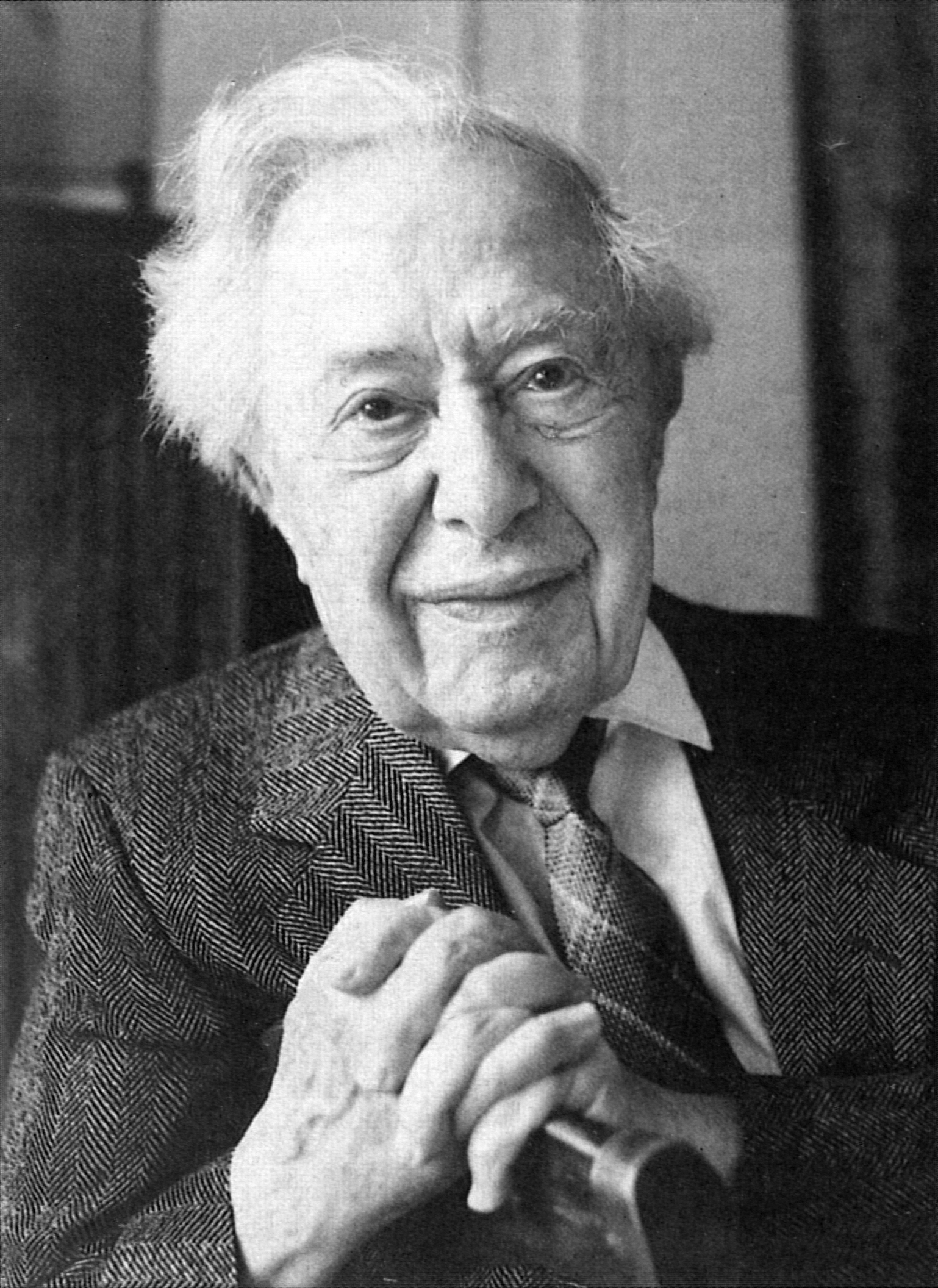
Mieczyslaw Horszowski; * 23. Juni

- 08. Juni: Theo Prokop, österreichischer Sänger, Bühnen- und Filmschauspieler († 1972)
- 13. Juni: Walerija Wladimirowna Barsowa, russische bzw. sowjetische Sopranistin, Opernsängerin und Hochschullehrerin († 1967)
- 16. Juni: Juan Francisco García, dominikanischer Komponist († 1974)
- 17. Juni: Georges Jouatte, französischer Tenor und Musikpädagoge († 1969)
- 18. Juni: Eduard Steuermann, österreichisch-amerikanischer Komponist und Pianist († 1964)
- 21. Juni: Hilding Rosenberg, schwedischer Komponist und Dirigent († 1985)
- 22. Juni: Emil Telmányi, ungarischer Geiger und Dirigent († 1988)
- 23. Juni: George Jacob Abbott, US-amerikanischer Musikpädagoge, Kapellmeister und Komponist († 1961)
- 23. Juni: Mieczysław Horszowski, polnischer Pianist († 1993)
- 25. Juni: Jan Cherniavsky, kanadischer Pianist ukrainischer Herkunft († 1989)
- 30. Juni: László Lajtha, ungarischer Komponist († 1963)

### Juli bis September
- 12. Juli: Friedrich Hänssler senior, deutscher Verleger und Komponist († 1972)
- 13. Juli: Léo-Pol Morin, kanadischer Pianist, Musikkritiker und Komponist († 1941)
- 26. Juli: Philipp Jarnach, deutscher Komponist und Musikpädagoge († 1982)
- 29. Juli: Maurits Frank, niederländischer Cellist und Musikpädagoge († 1959)
- 30. Juli: Martin Spanjaard, niederländischer Dirigent und Komponist († 1942)
- 04. August: Johanna Bordewijk-Roepman, niederländische Komponistin († 1971)
- 08. August: Hans Heusser, Schweizer Komponist und Dirigent († 1942)
- 14. August: María Luisa Sepúlveda, chilenische Komponistin und Musikpädagogin († 1958)
- 27. August: Alexander Chuhaldin, kanadischer Geiger, Dirigent, Komponist und Musikpädagoge († 1951)
- 31. August: Erich Hermann Müller von Asow, deutscher Musikwissenschaftler († 1964)

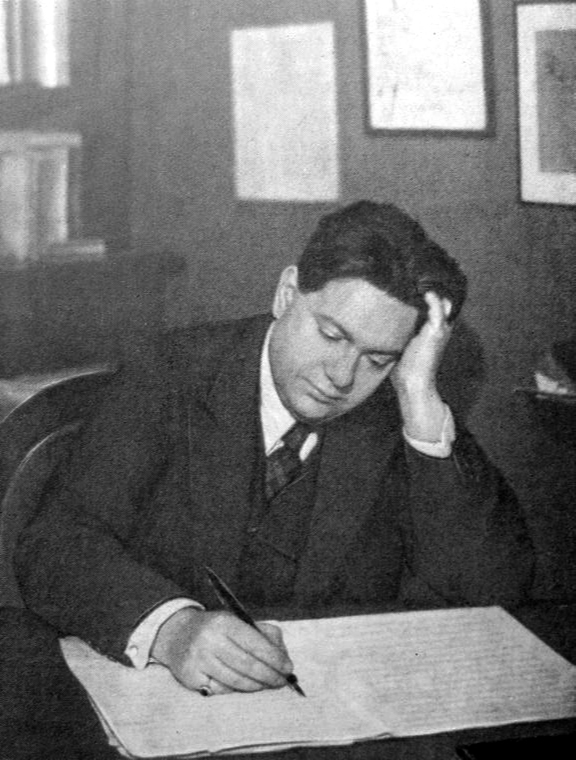
Darius Milhaud; * 4. September

- 04. September: Darius Milhaud, französischer Komponist († 1974)
- 05. September: Əhməd Bakıxanov, aserbaidschanischer Tarspieler und Musikpädagoge († 1973)
- 05. September: Joseph Szigeti, US-amerikanischer Violinist ungarischer Herkunft († 1973)
- 07. September: Oscar O’Brien, kanadischer Komponist, Arrangeur, Organist, Pianist und Musikpädagoge († 1958)
- 17. September: Hendrik Andriessen, niederländischer Komponist und Professor († 1981)
- 28. September: Benvenuto Terzi, italienischer Komponist und Konzertgitarrist († 1980)

### Oktober bis Dezember
- 17. Oktober: Herbert Howells, englischer Komponist († 1983)
- 17. Oktober: Otakar Jeremiáš, tschechischer Komponist und Dirigent († 1962)
- 19. Oktober: Ilmari Hannikainen, finnischer Komponist († 1955)
- 21. Oktober: Lydia Lopokova, russische Balletttänzerin († 1981)
- 23. Oktober: Seymour Felix, US-amerikanischer Showtänzer und Choreograph († 1961)
- 24. Oktober: Rafael Hernández Marín, puerto-ricanischer Komponist († 1965)
- 29. Oktober: Carlos Bonnet, venezolanischer Komponist und Dirigent († 1983)
- 30. Oktober: Harry Stoddard, österreichisch-ungarischer Songwriter, Komponist und Bandleader († 1951)
- 31. Oktober: Pasquale Acito, US-amerikanischer Klarinettist, Pianist und Kapellmeister († 1981)

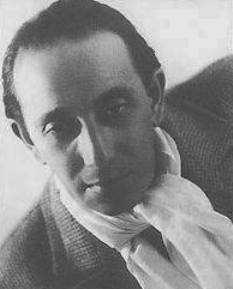
Paul Abraham; * 2. November

- 02. November: Paul Abraham, ungarischer Komponist († 1960)
- 08. November: Sophie Gasser, Schweizer Schriftstellerin († 1978)
- 09. November: Alberto Poltronieri, italienischer Violinist und Musikpädagoge († 1983)
- 17. November: Max Deutsch, französischer Komponist, Dirigent und Musikpädagoge († 1982)
- 20. November: Wendell Engstrom Hoss, US-amerikanischer Hornist († 1980)
- 24. November: Aimé Steck, französischer Komponist († 1966)
- 25. November: Honoré Vaillancourt, kanadischer Sänger (Bariton) († 1933)
- 29. November: Erich Zimmermann, deutscher Opernsänger († 1968)
- 02. Dezember: Fritz von Borries, deutscher Komponist, Kapellmeister und Musikpädagoge († 1983)
- 09. Dezember: Beatrice Harrison, englische Cellistin († 1965)
- 10. Dezember: Ettore Desderi, italienischer Komponist († 1974)
- 11. Dezember: Leo Ornstein, russischer Pianist und Komponist († 2002)
- 12. Dezember: Joseph Suder, deutscher Komponist und Dirigent († 1980)
- 14. Dezember: Bedřich Voldán, tschechischer Komponist, Geiger und Musikpädagoge († 1978)
- 15. Dezember: José María Castro, argentinischer Komponist († 1964)
- 15. Dezember: David Wendell Guion, US-amerikanischer Pianist und Komponist († 1981)
- 18. Dezember: Samuel Negrete Woolcock, chilenischer Komponist und Musikpädagoge († 1981)
- 27. Dezember: Feliks Łabuński, polnisch-amerikanischer Komponist, Pianist und Musikpädagoge († 1979)
- 29. Dezember: Johanna Hilde Hemer, deutsche, später US-amerikanische Pianistin und Holocaust-Überlebende († 1983)

### Genaues Geburtsdatum unbekannt
- Eduardo Andreozzi, brasilianischer Jazzmusiker († 1979)
- Joseph Fournier de Belleval, kanadischer Sänger und Gesangslehrer († 1945)
- Gregori Garbovitsky, kanadischer Geiger, Dirigent und Musikpädagoge († 1954)
- Kurt Lohse, deutscher Maler und Opernsänger († 1958)
- Ernest Thompson, US-amerikanischer Old-Time-Musiker († 1961)

## Gestorben

### Todesdatum gesichert

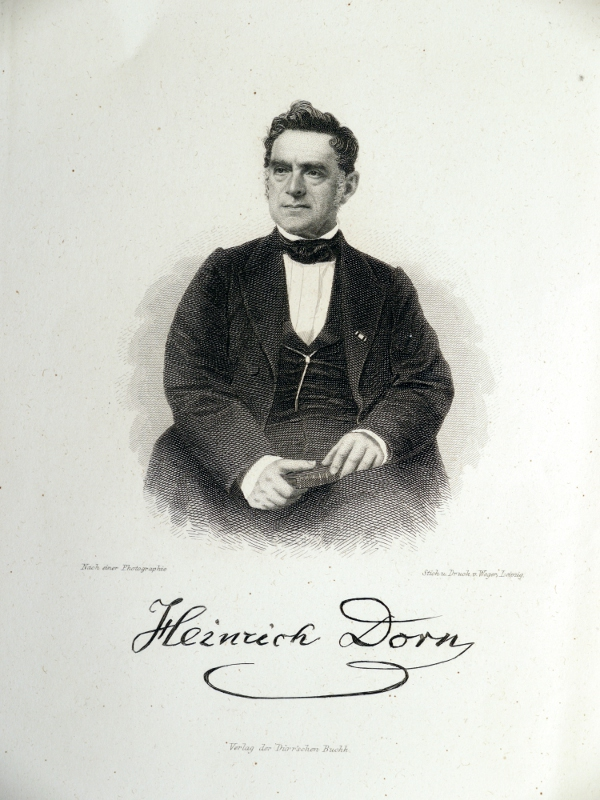
Heinrich Dorn; † 10. Januar

- 10. Januar: Heinrich Dorn, deutscher Komponist der Romantik (* 1804)
- 13. Februar: Lambert Joseph Massart, belgischer Violinist (* 1811)
- 18. Februar: Lucien Dautresme, französischer Politiker, Komponist und Unternehmer (* 1826)
- 25. Februar: Brond de Grave Winter, ostfriesischer Orgelbauer (* 1824)
- 02. März: Ludwig Mielichhofer, österreichischer Journalist, Schriftsteller und Musikkritiker (* 1814)
- 11. März: Caroline Reinagle, englische Komponistin, Pianistin und Musiklehrerin (* 1818)
- 20. März: Arthur Goring Thomas, englischer Komponist (* 1850)
- 08. April: Urban Lorenz Kirnberger, deutscher Musikpädagoge, Organist und Komponist (* 1819)
- 22. April: Édouard Lalo, französischer Komponist (* 1823)
- 02. Mai: Wilhelm Rust, deutscher Komponist und Musikwissenschaftler (* 1822)
- 05. Mai: Jan Nepomuk Škroup, tschechischer Komponist (* 1811)
- 06. Mai: Ernest Guiraud, französischer Komponist (* 1837)
- 12. Mai: Johannes Martens, deutscher Sänger (Heldentenor) (* 1844)
- 13. Mai: Ferdinand Poise, französischer Komponist (* 1828)
- 09. Juni: Friedrich Wilhelm Langhans, deutscher Violinist, Komponist, Musikschriftstelle und Musikpädagoge (* 1832)

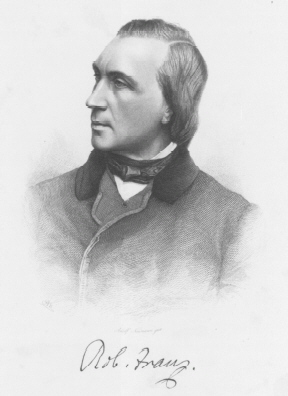
Robert Franz; † 24. Oktober

- 10. Juli: Hermann Riedel, deutscher evangelischer Kantor, Organist und Komponist (* 1813)
- 00. Juli: George Washborne Morgan, US-amerikanischer Organist und Komponist (* 1822)
- 19. August: František Zdeněk Skuherský, tschechischer Komponist und Musikpädagoge (* 1830)
- 18. September: August Egon Hablawetz, österreichischer Opernsänger (* 1833)
- 24. September: Patrick Gilmore, US-amerikanischer Komponist und Militärkapellmeister (* 1829)
- 24. Oktober: Robert Franz, deutscher Komponist (* 1815)
- 29. Oktober: Wilhelm Schauseil, deutscher Pianist, Organist, Dirigent, Musikdirektor und Komponist (* 1834)
- 01. November: Heinrich de Ahna, österreichischer Violinist (* 1832)
- 11. Dezember: Paul Otto Apian-Bennewitz, deutscher Organist und Lehrer (* 1847)
- 11. Dezember: Dávid Ridley-Kohne, ungarischer Geiger, Komponist, Konzertmeister und Musikpädagoge (* 1812)
- 05. Dezember: Theodor Carstenn, deutscher Kantor, Musiklehrer und Musikpublizist (* 1855)
- 26. Dezember: Martha von Sabinin, russische Komponistin und Pianistin (* 1831)

### Genaues Todesdatum unbekannt
- Claus Jensen, norwegischer Orgelbauer (* um 1817)
- Stanisław Kątski, polnischer Pianist und Komponist (* 1820)
- Max Strakosch, US-amerikanischer Opernimpresario (* 1835)
- Joseph Wielhorski, russischer Komponist (* 1817)